# MR.TAXI/Run Devil Run
《MR.TAXI / Run Devil Run》是韓國流行音樂女子團體少女時代的第3張日語單曲。2011年4月27日由環球唱片發售。

## 概要
- 「MR.TAXI」是少女時代第一首原創日語单曲，此曲往後成為少女時代第三張韩语專輯Repackage「MR.TAXI」主打曲「MR.TAXI」的韩語版本。
- 「Run Devil Run」是少女時代第二張韩语專輯Repackage「Run Devil Run」主打曲「Run Devil Run」的日語版本。
- 此單曲有3個版本，分別有「豪華初回限定盤」、「期間限定盤」和「通常盤」，收錄了「Mr. Taxi」、「Run Devil Run」的PV。
- 在5月9日於公信榜单曲週排行榜取得第2位。

## 收錄内容

### CD（全形式）
1. MR.TAXI
（作詞・作曲・編曲：STY/SCOTT PEARSON MANN/CHARLES M ROYC/PAOLO PRUDENCIO/ALLISON VELTZ）
2. Run Devil Run
（作詞・作曲：Alex James/Michael Busbee/Kalle Engstrom、日语歌词：中村彼方、編曲：Alex James/Michael Busbee）

### DVD（豪華初回限定盤）
1. Run Devil Run（PV）
2. Run Devil Run（Dance Shot Ver.）

### DVD（期間限定盤）
1. Run Devil Run（PV）